# Ichthyscopus malacopterus
Ichthyscopus malacopterus és una espècie de peix pertanyent a la família dels uranoscòpids.

## Descripció
- 2 espines a l'aleta dorsal i 19 radis tous a l'anal.
- És de color marró clar amb taques ovalades o rodones de color blanc a la part dorsal.[6]

## Hàbitat
És un peix marí, demersal i de clima tropical.

## Distribució geogràfica
Es troba al Pacífic occidental central: Indonèsia i l'est de Malàisia.

## Observacions
És inofensiu per als humans.